# La Reforma, Chilchotla
La Reforma är en ort i Mexiko.   Den ligger i kommunen Chilchotla och delstaten Puebla, i den sydöstra delen av landet, 200 km öster om huvudstaden Mexico City. La Reforma ligger 2 638 meter över havet och antalet invånare är 185.
Terrängen runt La Reforma är kuperad åt nordost, men åt sydväst är den bergig. Runt La Reforma är det ganska glesbefolkat, med 36 invånare per kvadratkilometer. Närmaste större samhälle är Tlanalapan, 9,6 km väster om La Reforma. I omgivningarna runt La Reforma växer i huvudsak blandskog.